# 武仙座V819
武仙座V819，又名BD+40 3136，HD 157482、SAO 46664、HR 6469，是武仙座的一颗恒星，视星等为5.51，位于銀經64.69，銀緯33.58，其B1900.0坐标为赤經17h 18m 26.6s，赤緯+40° 33.58′ 22″。